# Jan Olieslagers
Jan Olieslagers (ur. 14 maja 1883 w Antwerpii, zm. 24 marca 1942 tamże) – belgijski as myśliwski I wojny światowej, pionier lotnictwa sportowego Belgii, założyciel aeroklubu w Antwerpii.

## Historia
Urodził się w Antwerpii, od 12 roku życia zaczął interesować się kolarstwem szosowym, startował w zawodach kolarskich m.in. w 1902 roku wygrał wyścig Paryż – Bordeaux – Paryż. Zdobył tytuł mistrza Belgii w kolarstwie.
W 1909 roku uzyskał belgijską licencję pilota samolotowego (dyplom nr 5). Brał udział w pokazach lotniczych w Algierze, Oranie, we Włoszech i Hiszpanii. W 1910 roku ustanowił dwa rekordy świata odległości przelotu po obwodzie zamkniętym: 16 lipca – 255 km oraz 20 lipca – 392,75 km (5 h 3 min). Podczas I wojny światowej latał w eskadrze obserwacyjnej oraz walczył jako pilot myśliwski na samolotach Nieuport 11, Hanriot HD.1 oraz Sopwith Camel. Podczas wojny zestrzelił 6 samolotów nieprzyjaciela. W 1918 roku awansował na stopień porucznika lotnictwa. W 1919 roku odszedł z lotnictwa wojskowego i zajął się rozwojem i promowaniem lotnictwa sportowego w Belgii. Uznany za pioniera lotnictwa belgijskiego. Zmarł 24 marca 1942 roku w Antwerpii.